# 907
Раннє Середньовіччя •  Епоха вікінгів •  Золота доба ісламу •  Реконкіста

## Геополітична ситуація
У Візантії триває правління Лева VI. На підконтрольних франкам теренах існують Західне Франкське королівство, Східне Франкське королівство, Італійське королівство, Бургундія. Північ Італії належить Італійському королівству під владою франків, середню частину займає Папська область, герцогства на південь від Римської області незалежні, деякі області на півночі та на півдні належать Візантії, інші окупували сарацини. Піренейський півострів окрім Королівства Астурія та Іспанської марки займає Кордовський емірат. Північну частину Англії захопили дани, на півдні править Вессекс. Існують слов'янські держави: Перше Болгарське царство, Моравія, Богемія, Приморська Хорватія, Київська Русь. Паннонію окупували мадяри.
Аббасидський халіфат очолює аль-Муктафі, халіфат втрачає свою могутність. У Китаї розпочався період п'яти династій і десяти держав. Значними державами Індії є Пала, Пратіхара, Чола. В Японії триває період Хей'ан. На північ від Каспійського та Азовського морів існує Хозарський каганат.
Територію лісостепової України займає Київська Русь. У Північному Причорномор'ї співіснують різні кочові племена, зокрема хозари, алани, тюрки, угри, печеніги, кримські готи. Херсонес Таврійський належить Візантії.

## Події
- Похід київського князя Олега на Візантію. Візантія змушена підписати торговий договір із Київською Руссю.
- Уперше згадуються Чернігів і Переяслав.
- Василевс Лев VI змістив з катедри патріарха Миколая Містика, який не визнавав законності його шлюбу й легітимності сина.
- Під тиском мадярів Велика Моравія припинила існування. Залишилося лише маленьке князівство Моравія.
- Мадяри завдали поразки військам Східної марки і захопили територію до річки Енc.
- Після смерті Арпада племенами мадярів стали правити його п'ять синів.
- Аббасиди завдали поразки карматам.
- Чжу Вень скинув із трону останнього імператора династії Тан. Правління династії в Китаї припинилося. Розпочався період п'яти династій і десяти держав.
- Абаоцзі став великим ханом киданів і заснував династію Ляо.
- Чжу Вень заснував династію Пізню Лян.
- Ван Цзянь заснував династію Рання Шу в Ченду.
- Цянь Лю заснував династію Уюе в Гуанчжоу.
- На північному заході Китаю виникла держава Ці.
- На півдні Китаю постала держава Чу.